# Heinrich Mayer (Unternehmer)
Heinrich Wilhelm Mayer (* 28. Juni 1850 in Waldenbuch; † 4. August 1911 in Winnenden) war ein schwäbischer Kaufmann, Unternehmer und Industriepionier.

## Biografie
Heinrich Mayer begann seine Karriere als Kaufmann einer Berliner Lampenfabrik. Später machte er sich mit einem eigenen Lampenvertrieb selbstständig. Nach dem Umzug nach Stuttgart beantragte er 1884 eine Konzession für eine Pferdestraßenbahn. Dazu gründete er zusammen mit Ernst Lipken 1886 die Neue Stuttgarter Straßenbahngesellschaft Lipken & Cie. (NSS), die drei Jahre später mit der Stuttgarter Pferde-Eisenbahn-Gesellschaft (SPE) zur Stuttgarter Straßenbahnen AG fusionierte.
Mit dem Profit aus dem Straßenbahngeschäft gründete Mayer die Glashüttenwerke Adlerhütten H. Mayer & Co., die 1896 in eine Aktiengesellschaft umgewandelt wurden.
Mayer gründete 1899 ein privates Elektrizitätswerk, aus dem 1905/1906 die Neckarwerke AG hervorging. Nach der Übernahme der Neckarwerke AG durch die Gesellschaft für elektrische Unternehmungen in Berlin im Jahr 1906 verlor Mayer an Einfluss und schied 1908 vollständig aus dem Unternehmen aus. Er erkrankte und musste psychiatrisch behandelt werden. Zwei Jahre später starb er.
Heinrich Mayer gilt als Industriepionier der Neckarregion im Bereich der Elektrifizierung und des öffentlichen Personennahverkehrs.